# Brabanteiland
Brabanteiland is het op een na grootste eiland van de Palmerarchipel. Het eiland ligt tussen Antwerpeneiland en Luikeiland. Het kreeg zijn naam in 1898 van de Belgische poolreiziger Adrien de Gerlache, die het vernoemde naar de toenmalige provincie Brabant, naar aanleiding van de steun die zijn expeditie kreeg van de burgers van die provincie.
Een papieren samenvatting van de Joint Services expeditie van 1984-1985 beschrijft het eiland als "een beruchte onherbergzame plek" en stelt dat er sprake is van slechts zes bezoeken tussen de ontdekking in 1898 en 1984. De leden van de expeditie overwinterden daar in 1984-1985, en maakten de eerste beklimming van de berg Parry.

## Fysische geografie
Brabanteiland is ongeveer 53 kilometer lang van noord naar zuid en 26 kilometer breed.
Het bevindt zich iets boven de zuidelijke poolcirkel noordwestelijk van de Gerlachestraat en wordt grotendeels bedekt door twee bergketens. In het noorden vinden we het Striboggebergte en in het zuiden het Solvaygebergte, genoemd naar de grootste Belgische sponsor van de Gerlache expeditie. Origineel noemde het gehele bergmassief Striboggebergte maar na nader onderzoek werd dit opgesplitst in twee individuele stukken met als grens het Aluzore Gap. 
Het hoogste punt van het eiland en onderdeel van het Stribboggebergte is Mount Parry, die 2520 meter boven de zeespiegel uitsteekt.
In het Solvaygebergte vormt Cook Summit (1590 m) de hoogste piek. Op het eerste deel van het zuidelijke schiereiland en als uitloper van het Solvaygebergte vinden we Bulckeberg (1030 m) met de bijbehorende rotsnaald Bulckevinger (700 m). Andere bergtoppen op het eiland zijn onder meer Mount Imhotep en Mount Sarnegor.
In de winter vormt het eiland via de ijsmassa meestal een geheel met het continent Antarctica.    